# 商克俭
商克俭，山西泽州沁水县人。宋朝政治人物。
宋太祖建隆二年（961年），登进士。官至大理寺评事。